# Conrad Ricamora
Conrad Wayne Ricamora est un acteur et chanteur américain, né le 17 février 1979 à Santa Maria (Californie).
Après des débuts salués au théâtre, il est révélé auprès du grand public par le rôle d'Oliver Hampton dans la série dramatique à succès Murder (2014-2020).

## Biographie

### Enfance
Conrad Wayne Ricamora né le 17 février 1979 à Santa Maria, en Californie, aux États-Unis.
Il a des origines philippine du côté de son père. 

### Vie privée
Il est ouvertement homosexuel et a reçu le Visibility Award de l'organisation Human Rights Campaign.
Le 29 juillet 2023, dans une publication via Instagram, Il a annoncé qu'il avait épousé son petit-ami Peter Wesley Jensen plus tôt dans le mois.

### Formation et début de carrière
Conrad Ricamora se fait connaître par le rôle de Ninoy Aquino dans la comédie musicale off-Broadway Here Lies Love en 2013. Il remporte un Theatre World Awards et un prix Lucille Lortel (en) pour sa performance dans cette comédie,.
En 2014, il obtient le rôle récurrent d'Oliver Hampton (le petit-ami puis plus tard le mari de Connor Walsh, personnage interprété par Jack Falahee) dans la série télévisée dramatique Murder, créé par Peter Nowalk.
Il apparaît ensuite également dans la peau de Lun Tha au Lincoln Center Theater (en) de Broadway, faisant ainsi revivre la pièce de Rodgers et Hammerstein, The King and I (Le Roi et moi), dirigée par Bartlett Sher (en).

## Théâtre
Sauf indication contraire ou complémentaire, les informations mentionnées dans cette section proviennent de la base de données IBDb
- 2013 : Here Lies Love : Ninoy Aquino
- 2015-2016 : The King and I : Lun Tha

## Filmographie

### Cinéma

#### Longs métrages
- 2005 : Nightmare at the Fear Factory de David Rotan : Ian
- 2006 : Ricky Bobby : Roi du circuit de Adam McKay : DMV Officer
- 2017 : The Light of the Moon de Jessica M. Thompson : Jack
- 2022 : Fire Island : Will

### Télévision

#### Séries télévisées
- 2014-2020 : Murder : Oliver Hampton (82 épisodes)
- 2017 : Mental : Dr Torres (saison 1, épisode 3)
- 2021 : The Resident : Dr Jake Wong[8]

## Distinctions

### Récompenses
- Lucille Lortel Awards 2013 : meilleur acteur dans une comédie musicale pour Here Lies Love
- Theatre World Awards 2013 : meilleur acteur dans une comédie musicale pour Here Lies Love[7]